# Rafael Moralès
Rafael Moralès (Montreux, 17 augustus 1969) is een Zwitserse striptekenaar. Tussen 1996 en 2005 was hij tekenaar van de reeks Alex. Vanaf 2007 tekent hij zijn eigen reeks Hotep.

## Carrière
Moralès leerde Jacques Martin kennen op het Sierre Comics Festival in 1986. Beiden woonden in Lausanne in deze periode en een jaar later werd Moralès assistent van Martin. 
Moralès illustreerde in 1987 een boek over de tombe van Toetanchamon 'gepresenteerd door Alex'. In 1992-1993 verzorgde hij de platen over Egypte en Rome in Les voyages d'Orion, die later werden hernoemd naar De reizen van Alex. In 2000 en 2009 participeerde Moralès wederom in deze serie voor meer delen over het oude Egypte.
Vanaf 1996 werd Moralès de hoofdtekenaar van Alex, aangezien Martin door sterk verminderd zicht niet meer kon tekenen. Moralès  tekende O Alexandrië (1996), De barbaren (1998), De val van Icarus (2001), De groene rivier (2003) en Roma, Roma ... (2005). Hij werd hierbij geassisteerd door Marc Henniquiau.
Moralès werd als tekenaar van Alex vervolgens opgevolgd door Christophe Simon.
Tussen 2007 en 2009 werkte Moralès aan zijn eigen serie Hotep over een hoge priester in het oude Thebe. De reeks verscheen in de Vécu collection van uitgeverij Glénat. In de periode 2013-2016 was hij bezig aan een derde deel, dat in 2021 in het Frans uitkwam. In 2022 verscheen de reeks als integraal met de titel De farao's van Alexandrië bij Uitgeverij Daedalus, die ook de drie delen uitgaf in softcover in de periode 2022-2023.
- Bibliothèque nationale de France: cb12215381v (data)
- Gemeinsame Normdatei: 111658266X
- International Standard Name Identifier: 0000 0001 0796 4812
- Library of Congress Control Number: no2013074931
- Nationale Bibliotheek van Tsjechië: xx0201804
- Nederlandse Thesaurus van Auteursnamen: 173858333
- Système universitaire de documentation: 030814278
- Virtual International Authority File: 2522025
- WorldCat: E39PBJccg9C78tDPQDkQFYT8md